# Relations entre le Canada et la Chine
Les relations entre le Canada et la Chine se réfèrent aux relations bilatérales entre le Canada et la Chine.

## Tensions à partir de 2018
Le 1er décembre 2018, Meng Wanzhou, directrice financière et fille du fondateur du groupe Huawei, est arrêtée lors d’un transit à Vancouver, en vue d’une extradition aux États-Unis qui lui reprochent d’avoir enfreint l’embargo contre l’Iran. Neuf jours plus tard, Michael Spavor et Michael Kovrig (en), deux citoyens canadiens (surnommés par la presse « les deux Michael », respectivement consultant travaillant avec la Corée du Nord et ancien diplomate) sont arrêtés en Chine. Le gouvernement chinois affirme qu’il ne s’agit pas d’une riposte mais laisse entendre que la libération de Mme Wanzhou faciliterait celle des deux Canadiens,. Presque trois ans après, le 24 septembre 2021, Meng Wanzhou voit lever son assignation à résidence après conclusion d’un accord avec la justice américaine pour des poursuites différées ; elle rentre en Chine dès le lendemain. Ce même jour, le 25 septembre, les deux citoyens canadiens sont libérés, après plus de 1 000 jours de détention ; ils arrivent à Calgary le 26. Cependant, les relations sino-canadiennes restent dégradées par la suite.

## Relations commerciales
En août 2024, le gouvernement canadien annonce mettre en place pour octobre 2024 des droits de douane de 100 % sur les importations de véhicules électriques venant de Chine, avant de mettre en place des droits de douane de 25 % sur l'acier et l'aluminium venant de Chine.
En mars 2025, à la suite de la mise en place de ces droits de douane, la Chine met à son tour des droits de douane de 100 % sur de tourteaux, d'huile de colza, et de pois et de 25 % sur les produits de la mer, et sur les produits porcins.

## Exécutions en Chine pour infractions liées à la drogue
Le 19 mars 2025, la ministre canadienne des Affaires étrangères, Mélanie Joly, a condamné l'exécution de quatre Canadiens en Chine pour des infractions liées à la drogue.